# 1225
Високе Середньовіччя •  Золота доба ісламу •  Реконкіста •  Хрестові походи •  Київська Русь •  Монгольська імперія

## Геополітична ситуація
На території колишньої Візантійської імперії існує кілька держав. Фрідріх II Гогенштауфен є імператором Священної Римської імперії (до 1250). Людовик VIII Лев править у Франції (до 1226).
Апеннінський півострів розділений: північ належить Священній Римській імперії, середню частину займає Папська область, більша частина півдня належить Сицилійському королівству. Деякі міста півночі: Венеція, Піза, Генуя тощо, мають статус міст-республік, частина з яких об'єднана Ломбардською лігою.
Південь Піренейського півострова в руках у маврів. Північну частину півострова займають християнські Кастилія, Леон (Астурія, Галісія), Наварра, Арагонське королівство (Арагон, Барселона) та Португалія. Генріх III є королем Англії (до 1272), а королем Данії — Вальдемар II (до 1241).
У Києві княжить Володимир Рюрикович (до 1235), у Галичі — Мстислав Удатний, на Волині — Данило Галицький, у Володимирі-на-Клязмі — Юрій Всеволодович. Новгородська республіка та Володимиро-Суздальське князівство фактично відокремилися від Русі. У Польщі період роздробленості. На чолі королівства Угорщина стоїть Андраш II (до 1235).
В Єгипті, Сирії та Палестині править династія Аюбідів, невеликі території на Близькому Сході утримують хрестоносці. У Магрибі панують Альмохади, держава яких почала розпадатися. Сельджуки окупували Малу Азію. Чингісхан розширює територію Монгольської імперії. У Китаї співіснують частково підкорені монголами держава чжурчженів, де править династія Цзінь, й держава тангутів Західна Ся та держава ханців, де править династія Сун. Делійський султанат є наймогутнішою державою Північної Індії, а на півдні Індії домінує Чола. В Японії триває період Камакура.
Цивілізація мая переживає посткласичний період. Почала зароджуватися цивілізація ацтеків.

## Події
- Імператор Священної Римської імперії Фрідріх II одружився з королевою Єрусалиму Іолантою.
- Король Англії Генріх III підтвердив «Велику хартію вольностей».
- Король Франції Людовик VIII написав заповіт, в якому виділив апанажі своїм синам.
- Король Угорщини Андраш II вислав тевтонців із Трансильванії.
- Папа римський Гонорій III наказав спалити книгу Йоана Скота Еріугени «Про розділення речей».
- Леонардо Фібоначчі написав науковий трактат «Книга квадратів» (Liber quadratorum).
- Делійський султан Ілтутмиш відбив напад монголів і захопив Біхар.
- постав Чагатайський улус.

## Народились
- Тома Аквінський